# Съветско нахлуване в Манджурия
Съветското нахлуване в Манджурия (на руски: Манчжурская стратегическая наступательная операция; наричана също в американската литература операция „Августовска буря“) започва на 9 август 1945 г., когато Съветският съюз нахлува в японската марионетна държава Манджоу-Го. Това е последната кампания през Втората световна война и най-голямата през Съветско-японската война, през която военните действия между СССР и Японската империя се възобновяват след почти шест години мир. Териториално Съветите придобиват Манджурия, Вътрешна Монголия и северните части на Корея. Съветското включване в Тихоокеанския театър и разгромът на Квантунската армия са значителен фактор при решението на японското правителство да обяви безусловна капитулация, тъй като става ясно, че СССР не би желал да посредничи при преговори за преустановяване на военните действия с условия.

## Прелюдия
По време на Техеранската и Ялтенската конференции Съветският съюз се съгласява да влезе в Тихоокеанския театър на военните действия три месеца след края на войната в Европа. Нахлуването в Манджурия започва на 9 август 1945 г., което е точно три месеца след капитулацията на Германия.
Макар началото на инвазията да се случва между двете атомни бомбардировки, тя е планирана доста по-рано и е съгласувана с договорките от Техеран и Ялта, дългосрочното натрупване на съветски войски в Далечния Изток и датата на немското предаване. На 3 август Александър Василевски докладва на Сталин, че ако е нужно, той може да нападне сутринта на 5 август.
В 23:00 часа (UTC+10) на 8 август 1945 г. съветският външен министър, Вячеслав Молотов, уведомява японския посланик Наотаке Сато, че СССР обявява война на Японската империя и че след 9 август съветското правителство ще бъде във война с Японската империя. Една минута след полунощ на 9 август 1945 г. съветите започват атаката си на три фронта едновременно на изток, запад и север от Манджурия. Битката се води отвъд граници на областта Манджурия, но въпреки това носи нейното име.

## Битка
Операцията е проведена чрез класическа двойна клещовидна маневра върху област с размера на Западна Европа. В западната част Червената армия напредва през пустини и планини от Монголия, далеч от железопътните им линии за доставки. Това обърква японския военен анализ на съветската логистика и защитниците биват тотално изненадани в неукрепените си позиции. Командирите на Квантунската армия се занимават с учения по време на нападението и са далеч от войските си през първите 18 часа на конфликта. Квантунската армия има голяма репутация със своите яростни и безмилостни войници и дори и неподготвени оказват голяма съпротива при град Хайлар, която спира някои от съветските сили. Междувременно се използват съветски парашутни войски за да се превземат летища и градове, така че да се снабдят с провизии тези отряди, които са задминали линиите си за доставки. От изток съветите пресичат река Усури и нападат към Ханка и макар японските защитници да се бият ожесточено, съветите ги превъзхождат числено.
След седмица сражения, през която съветските сили навлизат навътре в Манджурия, император Хирохито обявява капитулацията на Япония, която е разпространена из страната на 15 август 1945 г. Идеята за капитулация е неразбираема от японския народ и в комбинация с употребата на архаичен език от Хирохито, факта че той не използва думата „капитулация“, лошото качество на емисията и лошите линии на комуникация, настъпва известно объркване сред японците относно това какво точно означава обявлението.
Императорската японска армия и щабът ѝ не издават веднага заповеди за спиране на боя на Квантунската армия. Така се образуват изолирани зони на ожесточена съпротива от Квантунската армия, а съветите продължават с настъплението си, като избягват зоните на съпротива и достигат Мукден, Чанчун и Цицихар към 20 август. На съветския десен фланг съветско-монголската механизирана група навлиза във Вътрешна Монголия и бързо завзема Долон Нор и Джандзякоу. Императорът на Манджоу-Го Пу И е пленен от Червената армия. Накрая заповедта за прекратяване на огъня достига Квантунската армия, но не преди съветите да се постигнали повечето от териториалните си придобивки.
На съветския десен фланг съветско-монголската механизирана група навлиза във Вътрешна Монголия и бързо завзема Долон Нор и Джандзякоу. Императорът на Манджоу-Го Пу И е пленен от Червената армия.
Към 18 август няколко съветски морски десанта са проведени на предни линии: три в северните части на Корея, един в южната част на Сахалин и един на Курилските острови. Това означава, че поне в Корея съветски войски вече очакват войските, напредващи по земя. В южната част на Сахалин и Курилските острови това означава незабавно установяване на съветския суверенитет.
Настъплението по земя е спряно преди река Ялудзян в началото на Корейския полуостров, когато въздушните доставки вече не са налични. Войските, които вече се намират в Корея, успяват да установят контрол в северната част на полуострова. В съответствие с договорка, направена по-рано с американското правителство за разделяне на Корейския полуостров, съветските части спират при 38-ия паралел, оставяйки японците да контролират южната част на полуострова. На 8 септември 1945 г. американски войски пристигат при Инчон.

## Последствия
Съветското нахлуване, комбинирано с атомните бомбардировки над Хирошима и Нагасаки, принуждават Япония да капитулира безусловно. Съветската окупация в Манджурия и северните части на Корея позволява тези региона да бъдат прехвърлени от Съветския съюз към властта на комунистически режими. Контролът на комунистите в тези региони, подпомагани от СССР, по-късно спомага за възкачването на комунизма в Китай и оформянето на политическия конфликт в лицето на Корейската война.

## Военни престъпления
Според съветския историк Вячеслав Зимонин, много японски заселници се самоубиват, докато съветската армия настъпва. Майките са карани от японските военни да избиват собствените си деца, преди да се самоубият. Японската армия често участва в убийствата на цивилните. Ранените японски войници, които не могат да се движат сами, често са оставяни да умрат. Британските и американските доклади сочат, че съветските войски, които окупират Манджурия (около 700 000), плячкосват и тероризират хората в Мукден и не им е попречено от съветските власти. Съветските сили игнорират възраженията на китайските комунистически водачи срещу масовите изнасилвания и плячкосвания. Съветите превземат японските предприятия в региона и завземат ценни материали и промишлено оборудване. Според руски изследователи, западните сведения за съветското насилие срещу цивилните в Далечния Изток са силно преувеличени и неадекватно екстраполират изолирани инциденти.